# 趙韙
趙韙（2世纪—201年），巴西人，東漢末年官員。

## 生平
太常江夏人劉焉看到漢朝王室多難，向漢靈帝建議：「四方兵寇，由刺史威輕，旣不能禁，且用非其人，以致離叛。宜改置牧伯，選清名重臣以居其任。」本來想求領交阯避禍的劉焉因聽董扶說益州有天子之氣，改向朝廷請求為益州牧。於是劉焉被封陽城侯，前往益州整飭吏治，董扶也擔任蜀郡屬國都尉，太倉令趙韙亦辭官追隨劉焉，同赴益州。
興平元年（194年），劉焉發背瘡而死。趙韙等認為劉焉之子劉璋溫仁，保其為益州刺史，詔書因以為監軍使者，領益州牧，劉璋部屬沈彌、婁發、甘寧起事反對劉璋，失敗後，叛軍入荊州避亂，劉璋遂令趙韙為征東中郎將對付劉表，趙韙進軍荊州，屯兵朐忍，未有戰果。

### 趙韙之亂
劉焉入蜀之初，曾招集自南陽、三輔流入益州的難民，組成一支軍隊，號稱「東州兵」，劉璋任益州牧後，因性格懦弱，東州兵常常倚勢欺凌當地居民，劉璋無能約束，趙韙素得人心，劉璋令其安撫。
建安五年（200年），趙韙利用益州百姓怨恨之心，趙韙先以是收買荊州地方官，後聯合益州本土大族起兵反叛，獲得了益州勢力和民眾的支持，蜀郡、廣漢、犍為等地紛紛響應，勢力甚盛。
建安六年（201年），趙韙圍攻成都，東州兵恐一旦失敗被誅，奮勇力戰。趙韙敗退江州，部下龐樂、李異此時反叛，攻擊趙韙軍，殺死趙韙。

## 評價
- 胡三省曰：「趙韙隨劉焉入蜀，將以圖富貴，而卒以殺身。行險以徼幸，不如居易以俟命也。」（《胡三省注資治通鑑》）